# الحسامي (إب)

تعديل مصدري - تعديل

الحسامي محلة تابعة لقرية الشماحى، التابعة لعزلة الموية بمديرية إب إحدى مديريات محافظة إب في الجمهورية اليمنية.، بلغ تعداد سكانها 42 حسب تعداد اليمن لعام 2004.